# Setantops erythristicus
Setantops erythristicus är en stekelart som beskrevs av Heinrich 1968. Setantops erythristicus ingår i släktet Setantops och familjen brokparasitsteklar. Inga underarter finns listade i Catalogue of Life.